# Žižkova hrušeň (Otěvěk)
Žižkova hrušeň je významný strom rostoucí ve vesnici Otěvěk v jižních Čechách. Strom byl údajně spjatý s Janem Žižkou a když zanikl, byl na jeho místě vysazen nový, který přízvisko po husitském vojevůdci převzal.

## Základní údaje
- název: Žižkova hrušeň v Otěvěku
- druh: hrušeň (Pyrus sp.)
- výška: 12 m[1]
- obvod: 360 cm[1]
- věk: neznámý
- finalista soutěže Strom roku 2009 (12. místo)
- souřadnice: 48°51'19.88"N, 14°36'57.2"E

Hrušeň stojí na statku nazývaném u Zemanů (č. 6), který patří již po několik generací rodině Buřičů. Pod korunou hrušně jsou umístěné úly se včelami(!)

## Stav stromu a údržba
Původní strom údajně zanikl a současný byl vysazen na jeho místě. Podobná tradice je udržována i v souvislosti s Žižkovou hrušní na (u) hradu Rabí. Současná hrušeň je pravděpodobně velmi stará (obvod 360 cm), ale stále plně vitální, kvetoucí a plodící.
Strom pravděpodobně zatím nebyl oficiálně vyhlášen jako památný, v registru AOPK ČR uveden není.

## Historie a pověsti
Podle pověsti se pod původní hrušní scházel Jan Žižka se svým přítelem zemanem Ješkem z Otěvěka. Oba byli názorově jednotní ve věci utlačování zemanů rožmberskou vrchností. Později se ale Ješkovi znelíbil Žižkův přístup k problému a přátelství ukončil.

## Další zajímavosti
Žižkova hrušeň byla panem Buřičem nominována na Strom roku 2009, kde se probojovala do finále a obsadila 12. příčku.

## Památné a významné stromy v okolí
- Dub na návsi v Otěvěku
- Dub u cesty v Otěvěku
- Lípa v Otěvěku